# Путилин, Николай Иванович
Николай Иванович Путилин (* 22 мая 1910 — 3 февраля 1982) — украинский советский физиолог, доктор медицинских наук, профессор (1957).

## Биография
В 1932 году окончил Харьковский медицинский институт . Ученик Георгия Владимировича Фольборта .
Участник Великой Отечественной войны . Награждён орденами Отечественной войны II степени, Октябрьской революции и медалями.
Профессор Харьковского медицинского института .
В 1960—1982 годах — заведующий кафедрой нормальной физиологии Киевского медицинского института (ныне Национальный медицинский университет имени Александра Богомольца). Являлся проректором по учебной, а затем научной работе.

## Научная деятельность
В 1954 году защитил докторскую диссертацию «Изменение температуры внутренних органов как показатель трофического процесса в них» (рус. «Изменение температуры внутренних органов как показатель трофического процесса в них»).
Автор более 150 научных работ, посвященных энергетике физиологических процессов, физиологии пищеварения и высшей нервной деятельности.
Подготовил 48 кандидатов и 7 докторов медицинских наук.

## Труды
Общие закономерности знергетических процессов во внутренних органах животных и человека // Некоторые философские вопроси медицины и естествознания. — К., 1960.
Физиологическое обоснование режимов деятельности. — К., 1969.